# Prkos Drumski
Prkos Drumski je srpska muzička grupa iz Novog Sada.

## Karijera
Grupa Prkos Drumski formirana je 2000. godine. Neguje muzički izraz u paleti žanrova – od kantautorskog pristupa, preko pop, rok, folk, kantri i bluz obrazaca – a bitno mesto zauzimaju autorski tekstovi, dominantno na srpskom, a manje na engleskom i francuskom jeziku. Grupu karakteriše autorska i izvođačka višecentričnost ‒ Prkos Drumski godinama zasniva stvaralački rad na autorskom trojstvu muško-ženskih vodećih glasova. Značajan doprinos sastavu pružali su brojni instrumentalisti, vokalisti, kompozitori i aranžeri. Tokom petnaest godina, u radu Prkosa Drumskog učestvovalo je dvadesetak muzičara i nekoliko kantautora. Najznačajniji autorski pečat poetici ovog sastava dali su osnivač Miloš Zubac, Isidora Milivojević i Sonja Šešlija. Dominantan akustičan zvuk i toplina lirskog izraza, kao i mešovita muško-ženska postava, čine ih netipičnom, gotovo endemskom pojavom na ovim prostorima, i šire.

Osim autorskih stihova, u Prkosu Drumskom od početka je bila zastupljena lirika afirmisanih srpskih stvaralaca poput Miroslava Antića, Pera Zubca, Milene Pavlović Barili, Slobodana Tišme, kao i poezija rumunskog pesnika Nikite Staneskua.

Grupa Prkos Drumski pojavljuje se kao jedan od glavnih aktera u muzičkom dokumentarnom filmu Miloša Drobnjakovića Music is a Universal Language, koji je svetsku premijeru imao 2014. godine, na 18. ARPA filmskom festivalu u Los Anđelesu ., a iste godine bio je deo stalne postavke novosadskog paviljona na Dunavskom festivalu Donaufest u Ulmu

## Diskografija
Grupa Prkos Drumski objavila je četiri studijska izdanja, dva albuma radnih snimaka i jedan album singlova i koncertnih snimaka.

### Studijski albumi
- Slika (2004)
- Vreme ispred nas (2007/2009/2011)
- Alhemija (2012/2013)
- Mi smo se već sreli (2015)

### Albumi radnih snimaka
- Jesenje lišće (2010)
- Nemir sveta (2014)

### Album singlova i koncertnih snimaka
- Svetlost i pustota (2013)

## Spoljašnje veze
- Internet prezentacija[мртва веза]
- Bandcamp strana
- Intervju s Milošem Zubcem za RockSvirke Архивирано на веб-сајту  (16. април 2016)